# Okulovestibularni refleks
Okulovestibularni refleks  ili  vestibulo okularni refleks (akronim VOR od engl. reči vestibulo-ocular reflex)  jedan je od refleksa čija je uloga stabilizacija pogled tokom kretanja glave, pokretom očiju usled aktiviranja vestibularnog sistema. Refleks deluje na stabilizaciju slika na mrežnjači oka tokom kretanja glavom, držeći pogled neprekidno na nekoj lokaciji, proizvodeći pokrete oka u smeru suprotnom od kretanja glave.  Kod budnih osoba voljna kontrola pogleda nadvladava nadvladava ovaj refleks i on nije vidljiv.  Na primer, kada se glava pomeri udesno, oči se pomeraju ulevo, što znači da slika koju čovek vidi ostaje ista iako se glava okrenula. Budući da je stalno prisutan lagan pokret glavom, ovaj refleks je neophodan za stabilizaciju vida:  tako da osobe sa oštećenim refleksom teško čitaju, jer se oči ne stabiliziraju tokom malog podrhtavanja glave, a takođe i zato što oštećenje refleksa može prouzrokovati nistagmus .
VOR ne zavisi od onoga što se vidi. Takođe se može aktivirati toplom ili hladnom stimulacijom unutrašnjeg uha, u kome je lokalizovan vestibularni sistem, i deluje čak i u potpunom mraku ili kada su oči zatvorene.
Kod životinja organi koji koordiniraju ravnotežu i kretanje nisu nezavisni od kretanja očiju. Na primer, riba refleksno pomiče oči kada joj se pomeri rep. Ljudi imaju polukružne kanale, receptore za „istezanje“ mišića vrata i utrikule (gravitacioni organ). Iako polukružni kanali uzrokuju većinu refleksa koji reaguju na ubrzanje, održavanje ravnoteže posreduje istezanje vratnih mišića i privlačenje gravitacijom utrikula (otolitni organ) unutrašnjeg uha.
Okulovestibularni refleks ima i rotacioni i translacioni aspekt. Kada se glava okreće oko bilo koje ose (horizontalne, vertikalne ili torzijske), udaljene vizuelne slike se stabilizuju okretanjem očiju oko iste ose, ali u suprotnom smeru.  Kada se glava pomera, na primer tokom hodanja, tačka vizuelne fiksacije održava se okretanjem smera pogleda u suprotnom smeru, za iznos koji zavisi od udaljenosti.

## Fiziologija
Vestibulo okularni refleks (VOR) je refleksni pokret očiju koji stabilizuje slike na mrežnjači tokom kretanja glave proizvodeći pokret oka u smeru suprotnom od kretanja glave, čime se zadržava slika u centru vidnog polja. Na primer, kada se glava pomeri udesno, oči se pomeraju ulevo i obrnuto. S obzirom da su lagani pokreti glave prisutni sve vreme, VOR je veoma važan za stabilizaciju vida: pa pacijenti čiji je VOR oštećen teško čitaju, jer ne mogu stabilizovati oči zbog neprekidnih malih podrhtavanja glave. VOR refleks ne zavisi od vizuelnog unosa i deluje čak i u potpunom mraku ili kada su oči zatvorene. 
Okulovestibularni refleks  pokreću signali  koji potiču iz vestibularnog sistema unutrašnjeg uha. Polukružni kanali detektuju rotaciju glave i pružaju rotacionu komponentu, dok otoliti otkrivaju translaciju glave i pokreću translacionu komponentu.
Signal za horizontalnu rotacionu komponentu putuje preko vestibularnog nerva kroz vestibularne ganglije i završava se u vestibularnim jedrrima u moždanom stablu. Iz ovih jedara vlakna prelaze u abducensovo jezgro suprotne strane mozga. Ovde se vlakna  u sinapsi dela na dva dodatna puta. Signali iz vestibularnog sistema takođe se projektuju na mali mozak (gde se koriste za održavanje VOR efikasnim, za zadatak koji se obično naziva učenje ili prilagođavanje) i na različita područja u korteksu. Projekcije na korteks raširene su na različita područja i njihove implikacije trenutno nisu jasno shvaćene.

### Putevi projekcije signala
Vestibularna jedra sa obe strane moždanog stabla razmenjuju signale povezane sa kretanjem i položajem tela. Ovi signali se šalju i projetuju sve do:
Malog mozga
Signali poslati u mali mozak se potom  prenose nazada kao pokreti mišića glave, očiju i držanja tela.
Jedara kranijalnih nerava III, IV i VI
Iz ovih jedara signali se šalju kroz III, IV i VI kranijalni živac i potom izazivaju vestibulo-okularni refleks. To omogućava očima da se fiksiraju na pokretni predmet dok ostaju u fokusu.
Retikularne formacije
Signali poslati u retikularnu formaciju signaliziraju novi položaj  tela kako  bi prilagodi cirkulaciju i disanje u novonastalom položaja tela.
Kičmene moždine
Signali poslati u kičmenu moždinu omogućavaju brze refleksne reakcije udova i  trupa kako bi se povratila ravnoteža tela.
Talamusa
Signali poslati u talamus omogućavaju kontrolu glave i tela, kao i formiranje svesti o položaju tela.
Jedan put se projektuje direktno na bočni rektusni mišić oka preko abducensnog nerva. Drugi nervni trakt projektuje se iz jedra abducensa pomoću medijalnog uzdužnog fascikulusa na okulomotorno jedro suprotne strane, koje sadrži motorne neurone koji pokreću aktivnost mišića oka, posebno aktivirajući medijalni rektusni mišić oka kroz okulomotorni nerv.
Drugi put  direktno se projektuje od vestibularnog jezgra kroz uzlazni Dietersov trakt do medijalnog motornog neurona rektusnog mišića na istoj strani. Pored toga, postoje i inhibitorni vestibularni putevi do ipsilateralnog abducenskog jedra. Međutim, ne postoji direktni vestibularni neuron do motoneuronskog puta medijalnog rektusa.
Slični putevi postoje za vertikalne i torziined komponente VOR-a.
Pored ovih direktnih puteva, koji pokreću brzinu rotacije oka, postoji i indirektni put koji gradi signal položaja, potreban da bi se sprečilo da se oko okreće nazad u centar kada glava prestane da se kreće. Ovaj put je posebno važan kada se glava sporo kreće jer ovde signali položaja dominiraju nad signalima brzine. David A. Robinson otkrio je da očnim mišićima treba ovaj dvostruki pogon brzine-položaja, a takođe je predložio da on mora nastati u mozgu matematičkom integracijom signala brzine i zatim slanjem rezultujućeg položaja u motoneuronima. Robinson je bio u pravu: „neuronski integrator“ za horizontalni položaj oka koji je pronađen  u nucleus prepositus hipoglossi u meduli, a neuronski integrator za vertikalni i torzijski položaj oka pronađen je u intersticijalnom jezgru u srednjem mozgu Isti neuronski integratori takođe generišu položaj očiju za druge konjugovane pokrete oka.

## Patofiziologija
Patološki nalaz kod okulocefalničnog ili okulovestibularnog refleksa je:
- prestanak uticaja odozgo;
- disfunkcija moždanog stabla;
- oštećenje moždanog stabla;
- infranuklearna oštećenja;
- oštećenjea vestibularnog aparata.

## Klinička primena
Ovim testom proverava se očuvanost funkcije nekoliko nerava - n. oculomotorii, n. trochlearis, n. abducentis, n. vestibulocochlearis i njihovih jedara.
Okulovestibularno kalorijsko ispitivanje
Ako nema okulocefaličkog refleksa, sprovodi se okulovestibularno kalorijsko ispitivanje (hladnom vodom). Nakon potvrde da je bubna opna uha očuvan, koristi se špric s fleksibilnim kateterom za ispunjavanje spoljnjeg ušnog hodinika sa 10 do 40 ml ledeno hladne vode u trajanju od 30 sekundi. Kod svesnih bolesnika (npr psihogene kome), ovaj test uzrokuje devijaciju očnih bulbusa prema nadraženom uhu sa nistagmusom koji je usmeren na suprotnu stranu. Kod komatoznih bolesnika sa očuvanom funkcijom moždanog stabla, oba su bulbusa okrenuta prema nadraženom uhu dok nistagmus nije prisutan. Odgovor je odsutan ili nekonjugovan kad je moždano stablo oštećeno strukturalnom lezijom ili produbljenjem metaboličke kome.

## Način izvođenja
Pre izvođenja testa treba isključiti postojanje povreda vratne kičme. U tom smislu kod bolesnika sa traumom potrebno je pre testiranja obaviti radiološko snimanje vratne kičme.
Okulovestibularni refleks ili refleks lutkinih očiju izvodi se tako što se glava bolesnika brzo pasivnookreće na jednu, pa na drugu stranu, kao i pasivno flektira, a potom ekstendira, čime se vrši stimulacija vestibularnog sistema i proprioceptora vrata. 
Odgovor kod komatoznog bolesnika može biti konjugovana devijacija očiju u smeru suprotnom od okretanja glave (fenomen lutkinih očiju), što znači da su očuvane veze između vestibularnih i okulogirnih jedara, ili da je funkcija moždanog stabla normalna, a da je verovatni uzrok kome kod takvog bolesnika obostran oštećenje hemisfera. Nepokretni, fiksirani, medioponirani bulbusi uprkos opisanim pokretima ukazuju na oštećenje moždanog stabla.
Napomene
Prilikom izvodjenja ovog refleksa potrebno je prethodno isključiti mogućnost traume vratne kičme.
Kod osoba poremećenog stanja svesti kod kojih su očuvani navedeni kranijalni živci i njihova jedra refleks je prisutan. Kod bolesnika u dubokoj komi ovaj refleks takođe može biti odsutan i zato se kod tih bolesnika i kod onih sa povredom vratne kičme izvodi test za okulovestibularni refleks.

## Spoljašnje veze
Mediji vezani za članak Okulovestibularni refleks na Vikimedijinoj ostavi

|  | Molimo Vas, obratite pažnju na važno upozorenje u vezi sa temama iz oblasti medicine (zdravlja). |